# Adelogirínids
Els adelogirínids (Adelogyrinidae) són una família d'amfibis allargats i presumiblement aquàtics del Carbonífer. El crani té un sostre sòli i és allargat, amb les òrbites situades molt cap endavant. Les potes estan ben desenvolupades. És l'única família de l'ordre dels adelospòndils (Adelospondyli). El grup està limitat al Mississippià superior (Serpukhovià) d'Escòcia.